# أوي هاين
أوي هاين (بالألمانية: Uwe Hain)‏ هو لاعب كرة قدم ألماني في مركز حراسة المرمى، ولد في 18 أكتوبر 1955 في شلادين في ألمانيا. لعب مع آينتراخت براونشفايغ ونادي سانت باولي ونادي فولفسبورغ ونادي هامبورغ.

## وصلات خارجية
- أوي هاين على موقع قاعدة بيانات كرة القدم.إي يو (الإنجليزية)
- أوي هاين على موقع بيانات كرة القدم. دي إي (الألمانية)
- أوي هاين على موقع عالم كرة القدم.نت (الإنجليزية)